# Ratusz w Prochowicach
Ratusz w Prochowicach – klasycystyczny budynek wzniesiony w roku 1642, w latach późniejszych wielokrotnie niszczony i przebudowywany, ostatnio w roku 1769. Obecnie ratusz jest siedzibą Urzędu Miasta i Gminy Prochowice.

## Galeria

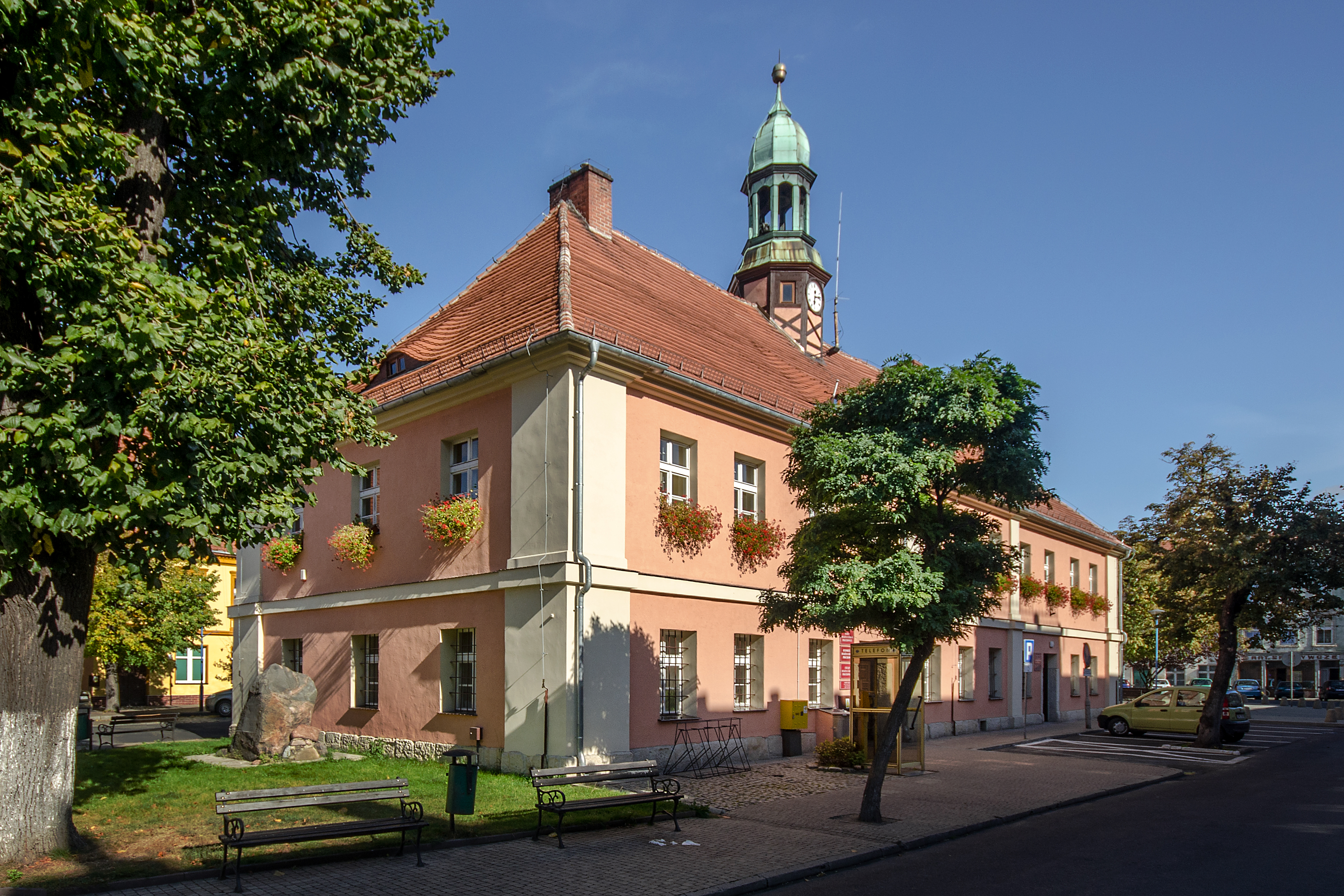
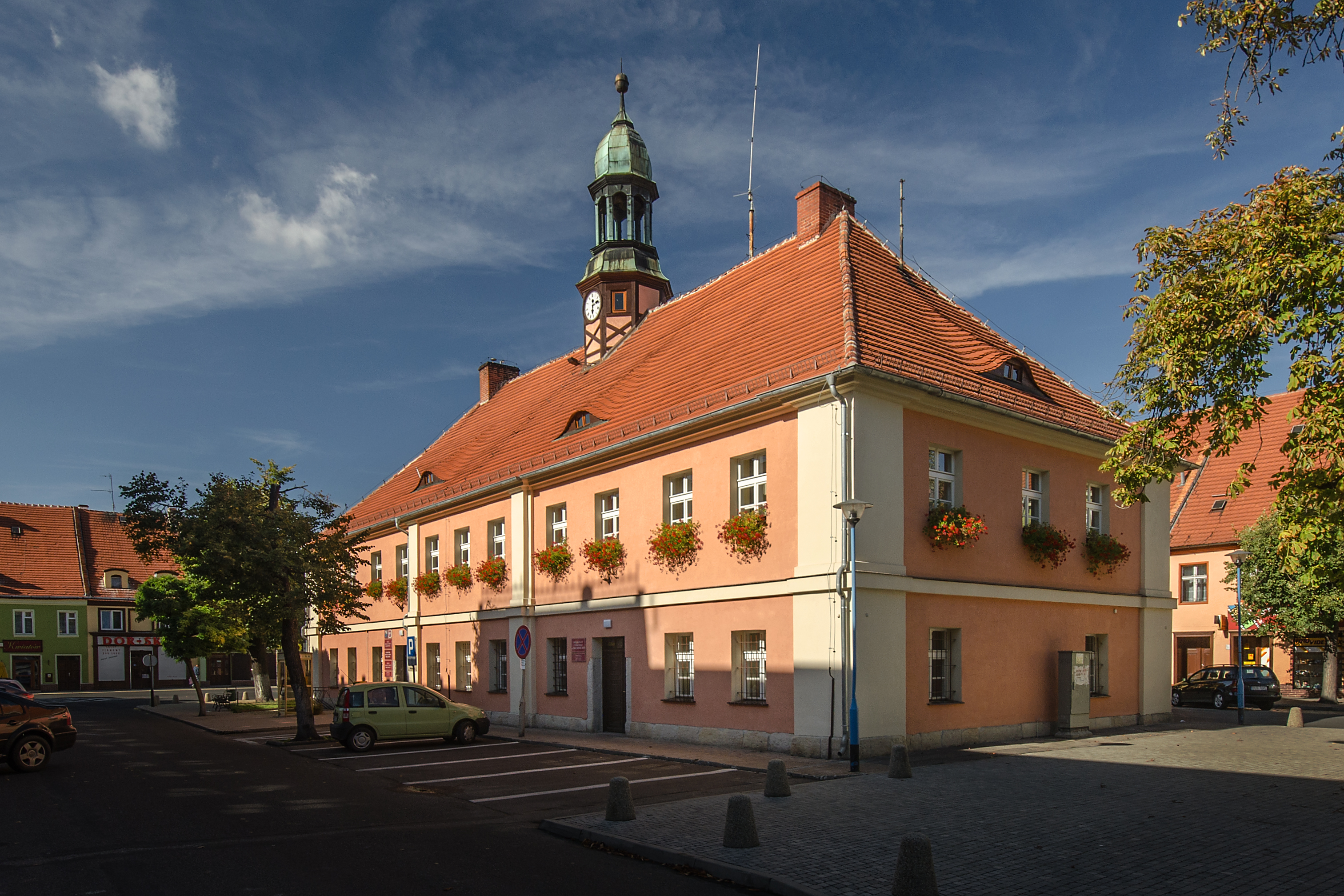
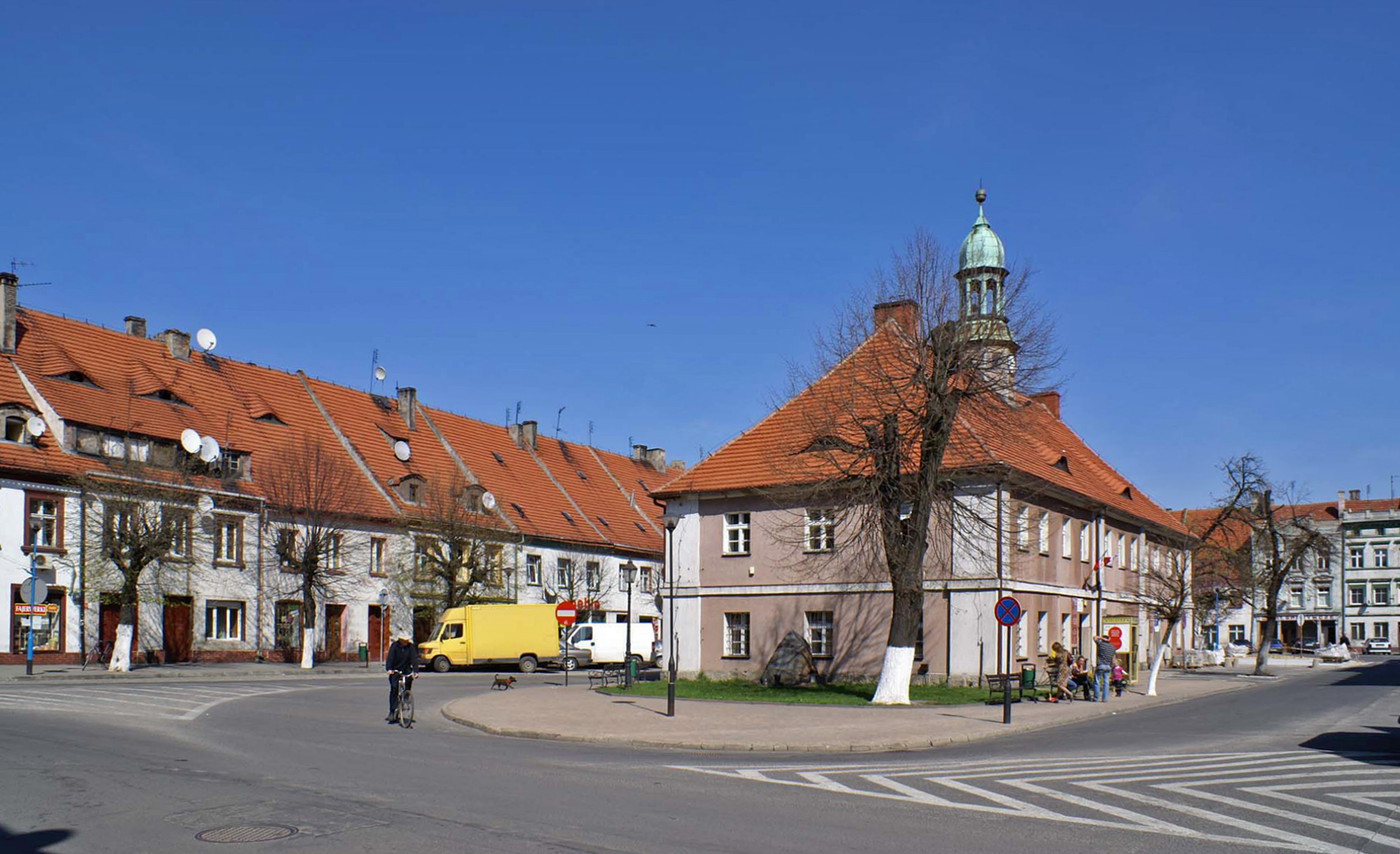
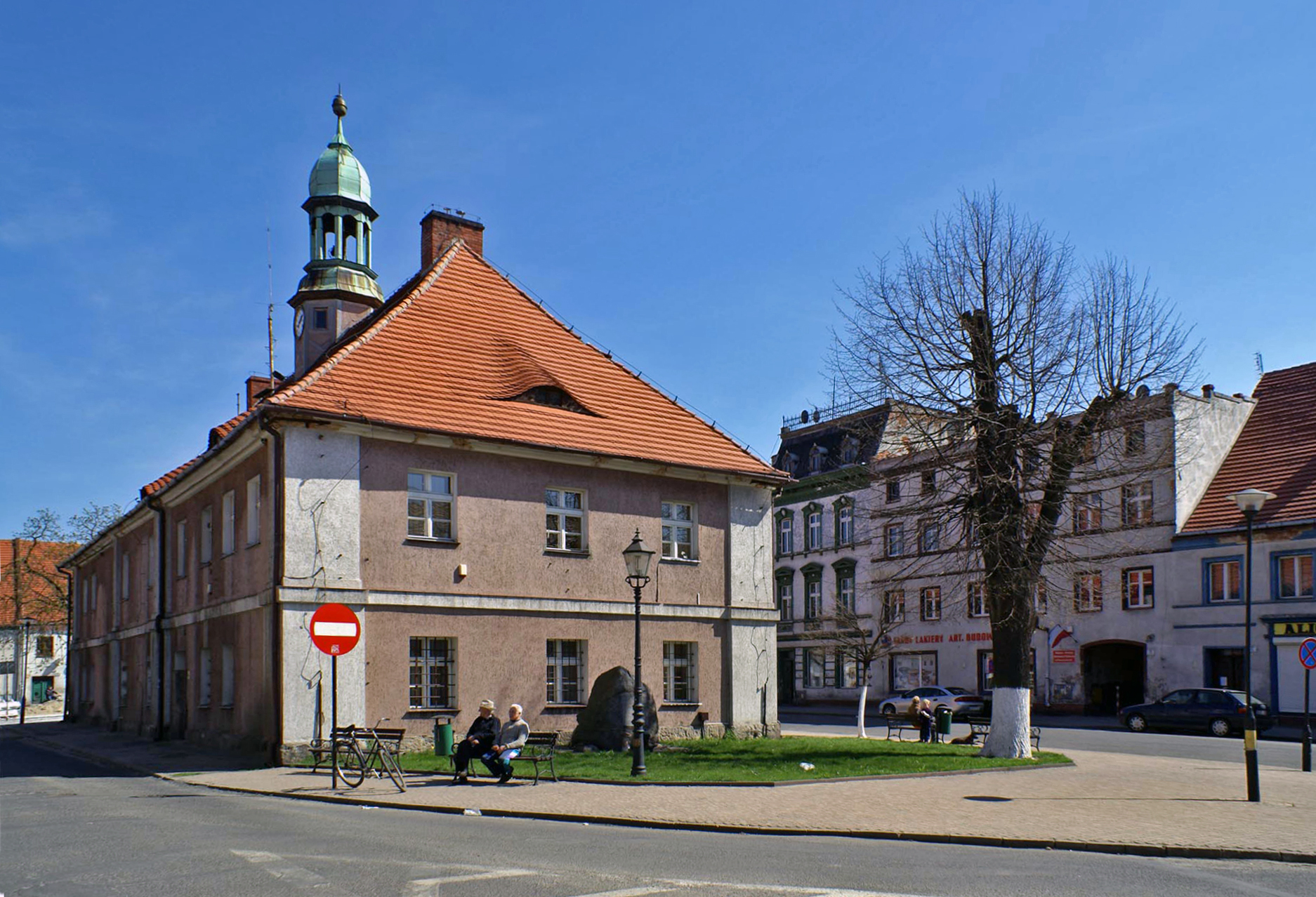
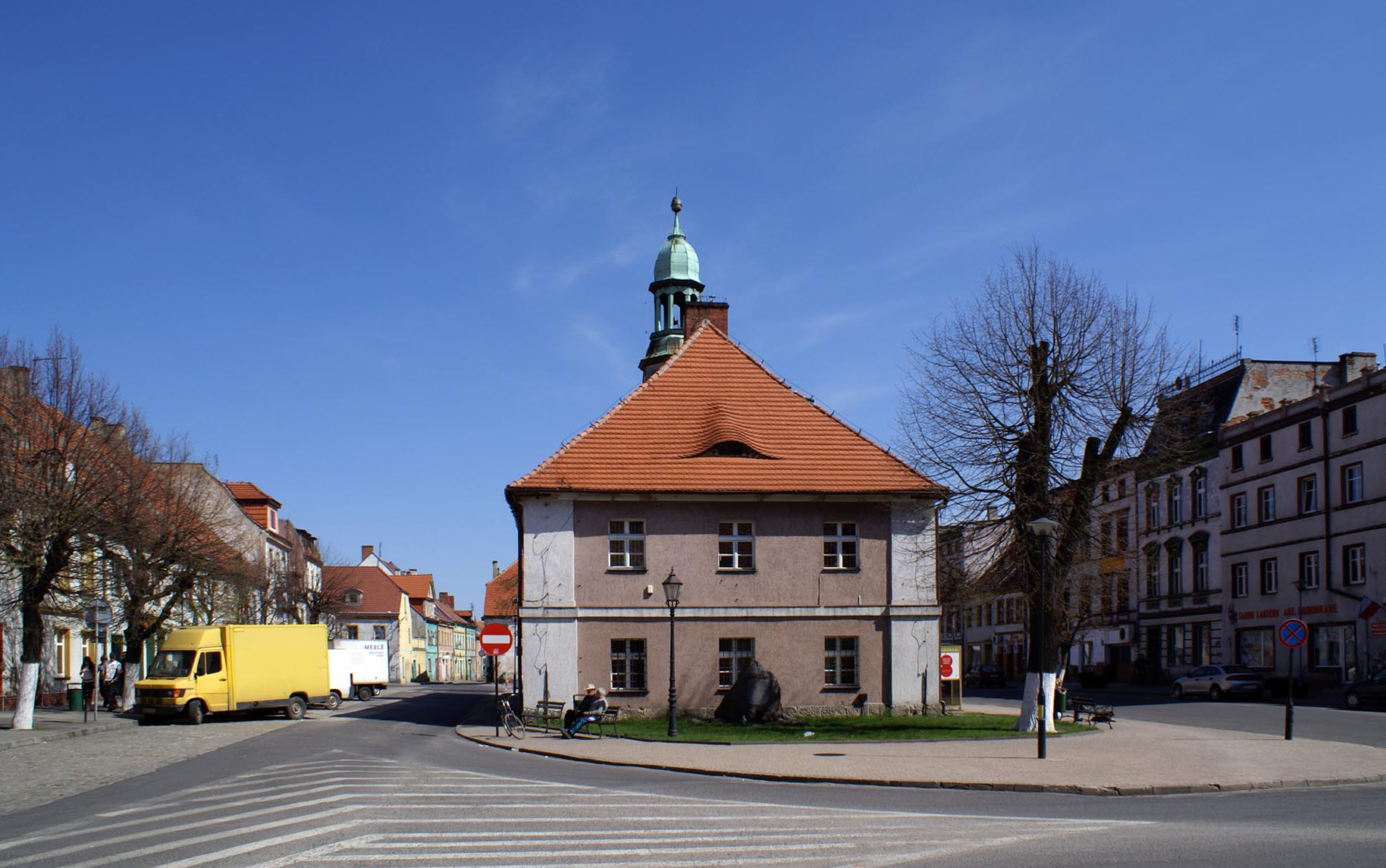

## Historia
Pierwotnie wzmiankowany w 1424. Pierwszą murowaną siedzibę władz miejskich w Prochowicach wzniesiono w roku 1642, w miejscu poprzedniego ratusza zniszczonego w pożarze. Budynek był wielokrotnie niszczony w pożarach i wojnach m.in. w 1679, a następnie odbudowywano go, po raz ostatni w roku 1769. Od tego czasu ratusz przetrwał niezmieniony w swym klasycystycznym kształcie. W XIX wieku budynek był nieznacznie przerabiany, jednak przeróbki te nie wpłynęły na jego formę. 
 
Decyzją wojewódzkiego konserwatora zabytków z dnia 29 grudnia 1990 roku ratusz został wpisany do rejestru zabytków.

## Architektura
Ratusz jest skromnym budynkiem wzniesionym na planie prostokąta, posiada trzy trakty pomieszczeń, dwie kondygnacje i jest nakryty dachem czterospadowym z lukarnami w formie wolich oczu. Na środku kalenicy jest umiejscowiona pochodząca z XVIII wieku niewielka sygnaturka o ośmiobocznej podstawie z tarczami zegarowymi, nakryta ażurowym hełmem. Dłuższe elewacje są rozdzielone trzyosiowymi pseudoryzalitem, ujętymi w pilastry, a kondygnacje rozdzielono płaskim, nieprofilowanym gzymsem. 

Obecnie ratusz jest siedzibą Urzędu Miasta i Gminy Prochowice. 